# 万哈乡
万哈乡，旧译曼哈乡，是缅甸掸邦东部第四特区勐拉县下辖的一个乡。

## 地理
万哈乡位于勐拉县中部，南接万丹乡和塔邦岱乡，西接邦果乡，北接勐马乡和蚌煽乡，东濒中缅界河南览河。

## 行政区划
万哈乡下辖以下村寨：
- 万哈村（ဝမ်ဟာရွာ）[2]
- 万当村（ဝမ်တံရွာ）[3]
- 万霍村（ဝမ်ဟိုရွာ）[4]
- 万塔崩村（ဝမ်ထပုန်းရွာ）[5]
- 邦亨村（ပန်ဟင်ရွာ）[6]
- 养瓦村（ယံဝတ်ရွာ）[7]
- 巴达村